# Iglesia Evangélica Luterana de São Paulo
La Iglesia Evangélica Luterana de São Paulo, también conocida como Iglesia Martín Lutero, es una de las sedes del sínodo del sudeste de la Iglesia Evangélica de Confesión Luterana de Brasil, ubicada cerca de Largo do Paiçandu, en el Centro Histórico de São Paulo. El templo fue fundado el 25 de diciembre de 1908, siendo uno de los principales puntos de encuentro de la comunidad alemana en la primera mitad del siglo XX.
Inicialmente, fue denominada con el nombre alemán Stadtkirche (en español: Iglesia de la ciudad), siendo más tarde conocida como Iglesia Matriz y luego, recién en 1991, siendo bautizada como Iglesia Martín Lutero. Es considerada la primera parroquia evangélica luterana de la capital paulista, así como el primer templo neogótico construido en la ciudad.
En la madrugada del 1 de mayo de 2018, un incendio seguido por el derrumbe del Edificio Wilton Paes de Almeida, ocupado por personas sin hogar y al lado de la iglesia, destruyó gran parte de la construcción de la iglesia.

## Historia
La comunidad evangélica luterana que vivía en São Paulo desde principios del siglo XIX se organizaba de forma autónoma, sin la presencia inicial de pastores. El grupo tuvo dificultades durante el transcurso del siglo XIX, debido al régimen católico que existía en Brasil.
El primer culto de la comunidad luterana alemana en São Paulo tuvo lugar el 26 de diciembre de 1858, en la farmacia Ao Veado D'Ouro. Las ceremonias se realizaron en idioma alemán, debido a la gran cantidad de alemanes entre los visitantes, a quienes asistieron pastores de Río Claro y Campinas hasta 1871, cuando el pastor Emil Bamberg fundó la primera comunidad evangélica luterana en São Paulo, la "Egreja Evangelca Alleman".
A partir del 15 de noviembre de 1889, con la proclamación de la República de Brasil y la separación del estado con la iglesia, los miembros de la comunidad evangélica luterana tuvieron más libertad para el desarrollo de la religión. El 29 de octubre de 1891, el pastor Emil Bamberg logró organizar eficazmente la comunidad, que inicialmente reunió a 80 familias. Sin embargo, el registro de los estatutos de la asociación religiosa no se publicó hasta 1907.
Mientras los evangélicos luteranos recaudaban donaciones para la construcción del primer templo en São Paulo, los servicios también se realizaron en una iglesia presbiteriana.

### Construcción

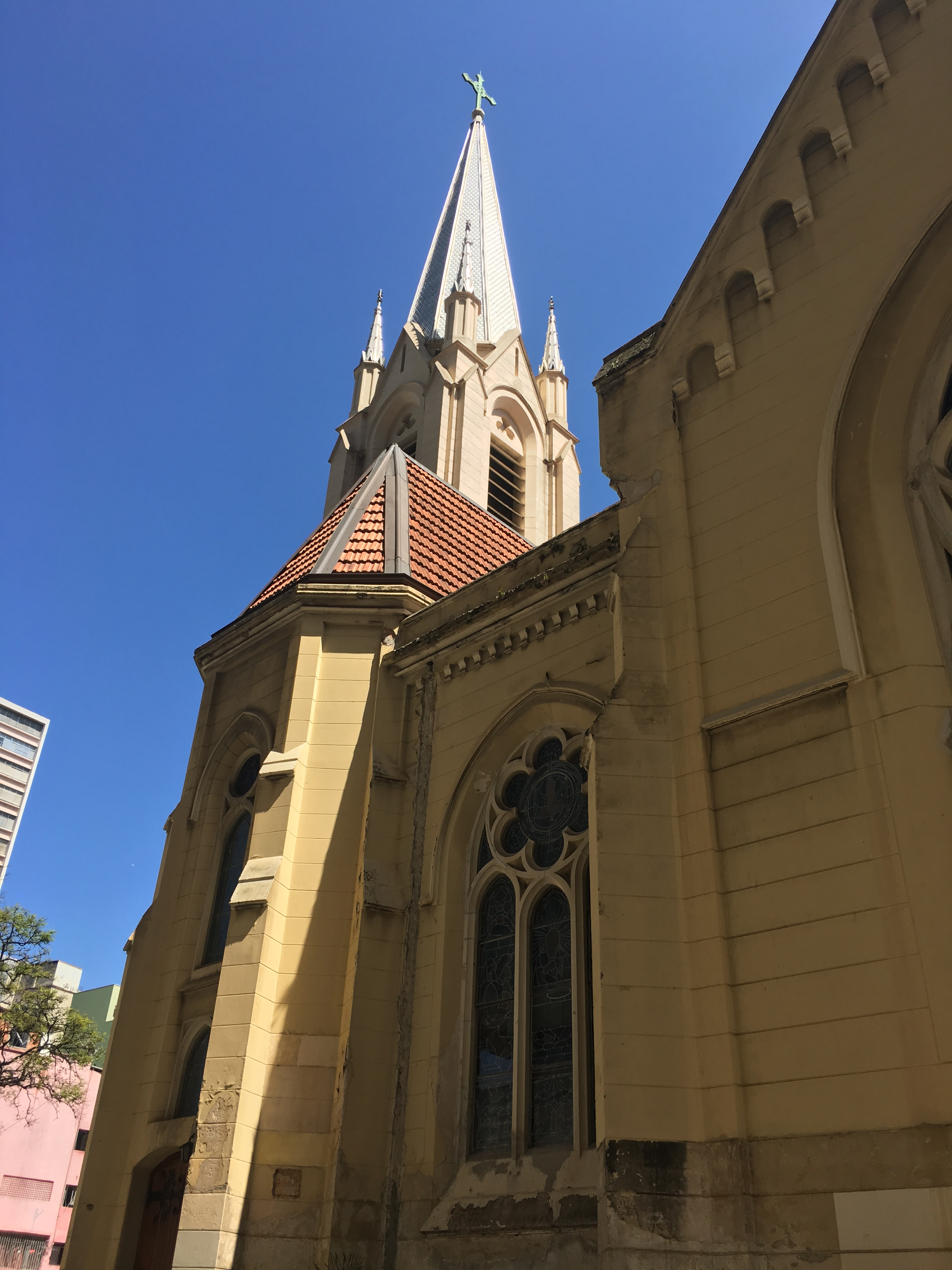
Vista trasera de la torre delantera de la Iglesia.

En 1906, los hermanos Daniel y Hermann Heydenreich donaron un terreno en la Rua Visconde do Rio Branco, (ahora Avenida Rio Branco, 34). La donación se registró recién el 3 de abril de 1907, 11 días antes de la colocación de la primera piedra. La obra se completó el 28 de noviembre de 1909 y fue escenario de servicios de la comunidad evangélica luterana incluso antes del final de la construcción.

### Apertura

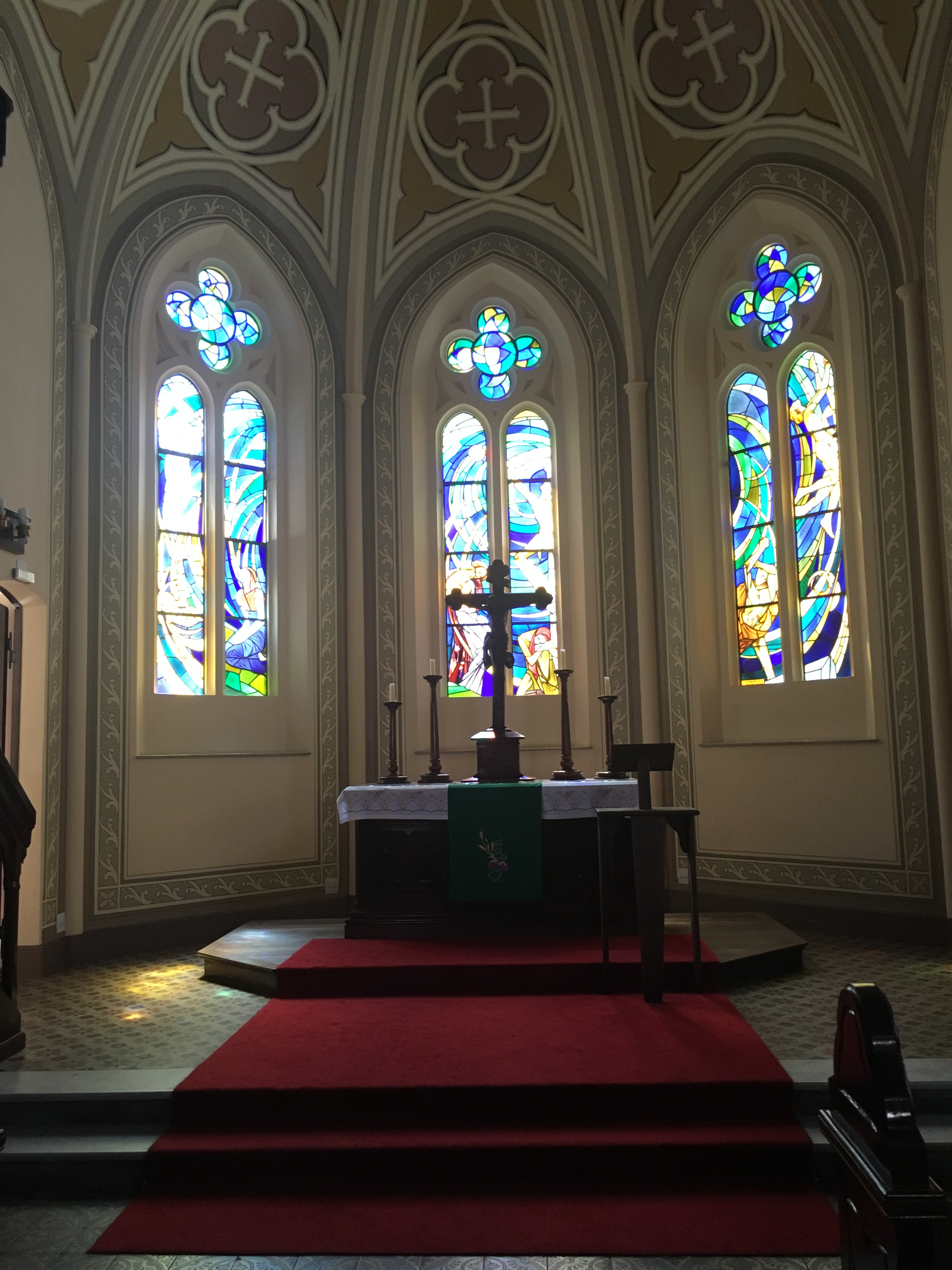
Altar de la Iglesia

En agosto de 1908 se inauguró la casa parroquial de la iglesia, al pie del terreno, con la creación de una oficina administrativa. Cuatro meses después, el 25 de diciembre de 1908, en medio de la celebración de la Navidad, se inauguró la iglesia, entonces denominada en alemán Stadtkirche, que significa "Iglesia de la Ciudad".
Durante las festividades, hubo villancicos cantados por un coro, al que asistieron unas quinientas personas. Durante la ceremonia sonaron campanas, también donadas por los hermanos Heydenreich. Con la finalización de la obra recién el 28 de noviembre de 1909, también fue organizada una fiesta, con la presencia de pastores de Río de Janeiro, Campinas, Río Claro, Santos y Petrópolis.

### Primera Guerra Mundial
En plena Primera Guerra Mundial (1914-1918), la comunidad evangélica luterana, predominantemente de origen alemán, tuvo dificultades para mantenerse en la capital paulista precisamente por su cercanía con Alemania, que formaba parte de la Triple Alianza y terminó siendo derrotado en el conflicto.
En 1917, el gobierno brasileño rompió relaciones con Alemania y, poco después, en São Paulo, se prohibió la celebración de servicios en conmemoración del 400 aniversario de la Reforma protestante. En los años siguientes, sin el dinero recibido por la comunidad alemana, la iglesia evangélica luterana sufrió una grave crisis financiera.

### Segunda Guerra Mundial
Surgen nuevos problemas con el inicio de la Segunda Guerra Mundial (1939-1945), con la ruptura de relaciones de Brasil, una vez más, con Alemania, y en 1943, con el envío de tropas brasileñas para luchar contra el Eje. Durante ese período, por determinación del entonces presidente Getúlio Vargas, las celebraciones ya no podían realizarse en alemán. La introducción del portugués, sin embargo, generó una fuerte integración de la comunidad con los brasileños.

## Características arquitectónicas
La Iglesia Martín Lutero fue diseñada por el arquitecto Guilherme von Eÿe, quien también fue responsable de la construcción del Conservatorio Dramático y Musical de São Paulo. Completó el proyecto del templo en febrero de 1907.
Siendo el primer edificio construido en estilo neogótico en São Paulo, el templo está ubicado en un área de poco más de 1012 metros cuadrados y tiene una superficie de planta baja de 465 metros cuadrados. La iglesia tiene una sola torre, que se centra en la fachada principal. El acceso principal a la iglesia se realiza a través de una puerta de madera de doble hoja.

### Remodelación

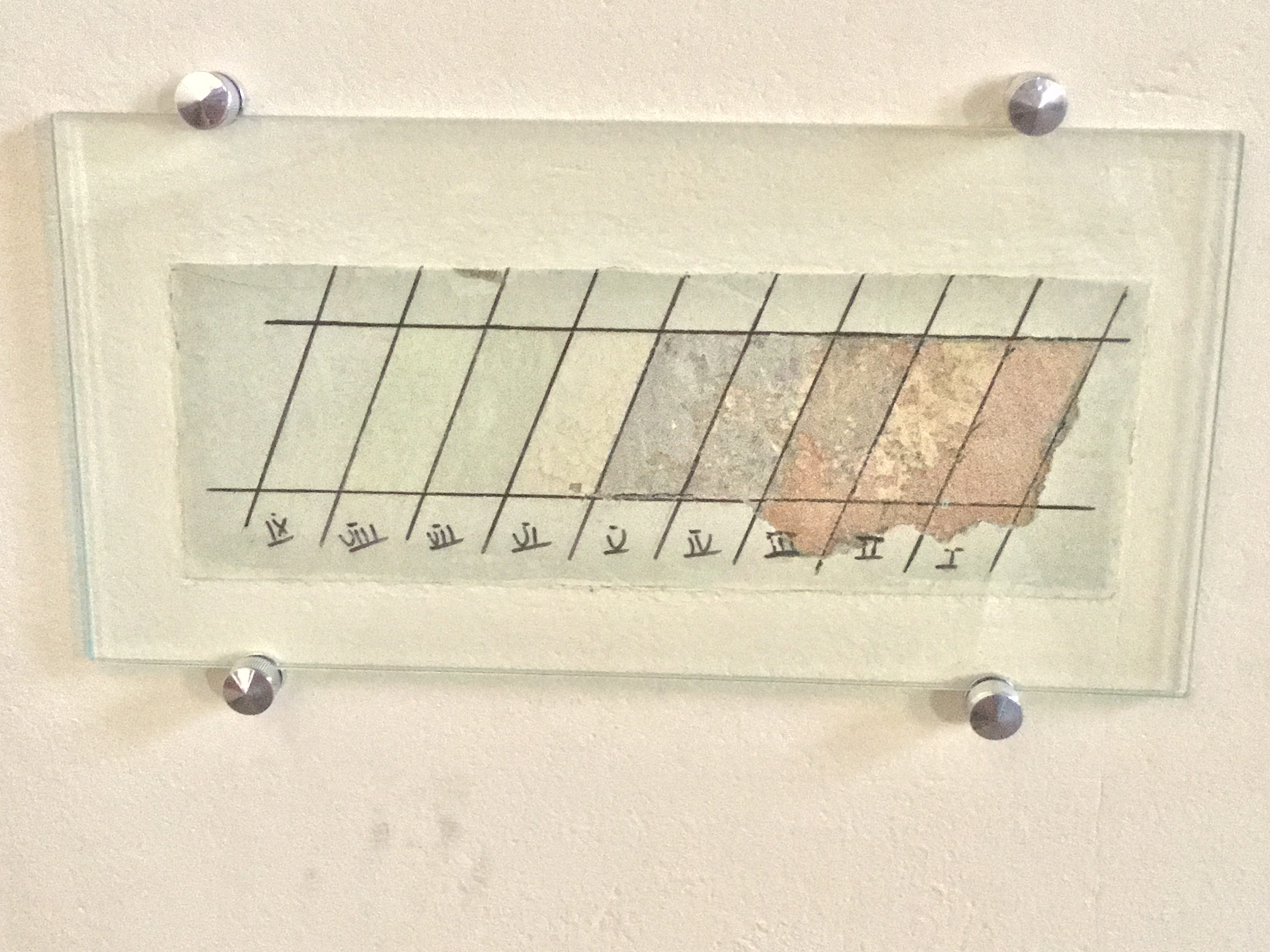
Estudio de capas de los muros interiores de la Iglesia Luterana

Entre 2012 y 2013, la iglesia se sometió a una renovación interna. Un amplio estudio fue realizado por Companhia do Restauro para retomar las características iniciales de la iglesia, según determina el Consejo Municipal de Preservación del Patrimonio Histórico, Cultural y Ambiental de la Ciudad de São Paulo. Por falta de dinero no se pudo llevar a cabo la restauración del exterior del templo. La Iglesia Luterana de São Paulo intentó buscar apoyo en la Ley Rouanet, pero no pudo acceder al incentivo económico.

### Órgano

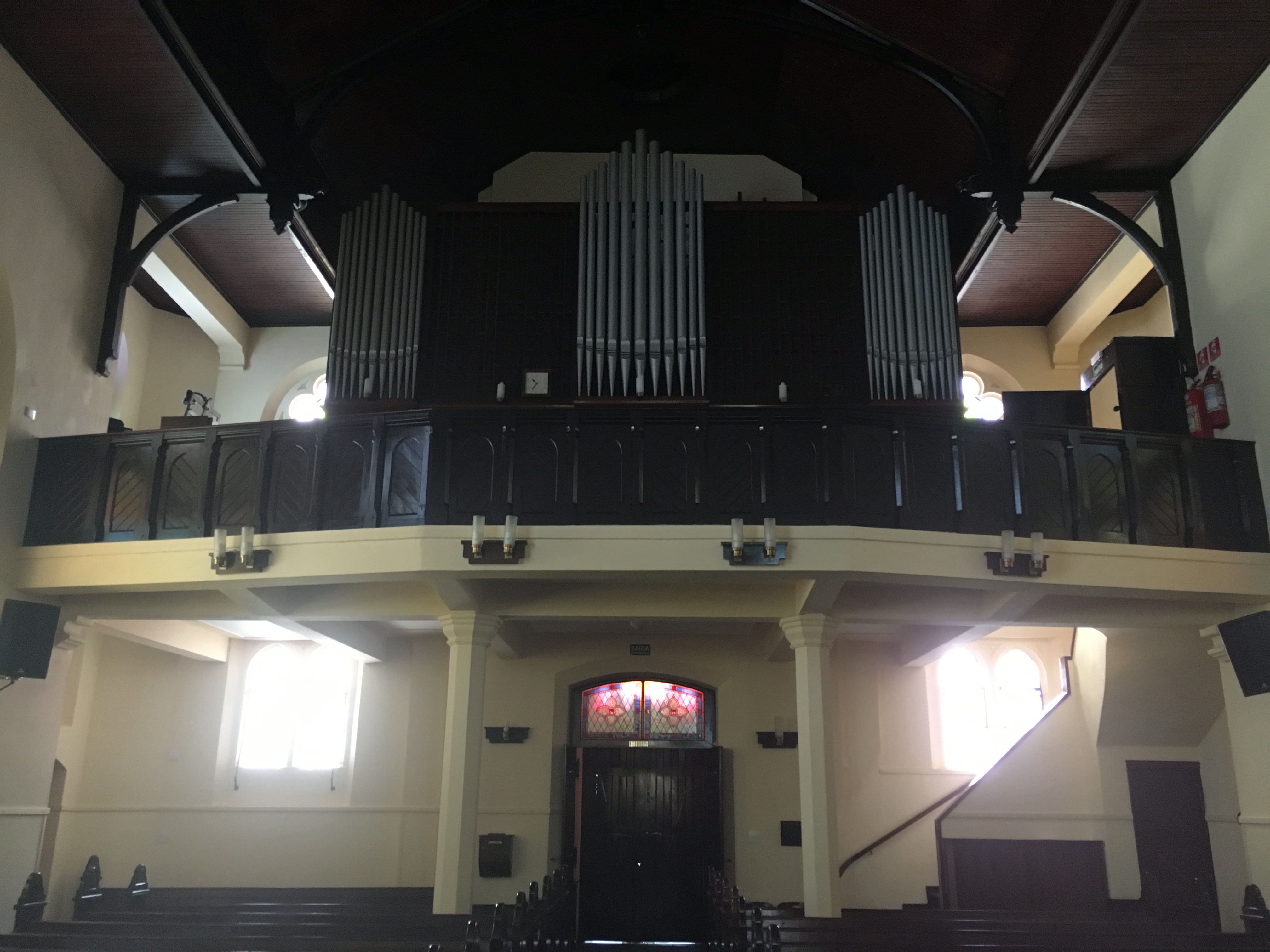
Puerta principal de la iglesia con detalle de órgano musical Walcker en el piso superior

En 1909 se inauguró en la iglesia un órgano construido por la Casa Walcker Orgelbau, que originalmente contaba con 12 registros y 620 tubos. El instrumento se renovó en 1956, cuando el número de tubos aumentó a 1090 tubos. Una nueva ampliación en 1995, realizada por el organista Ricardo Clerice, hizo que el órgano alcanzara los 1.146 tubos actuales.

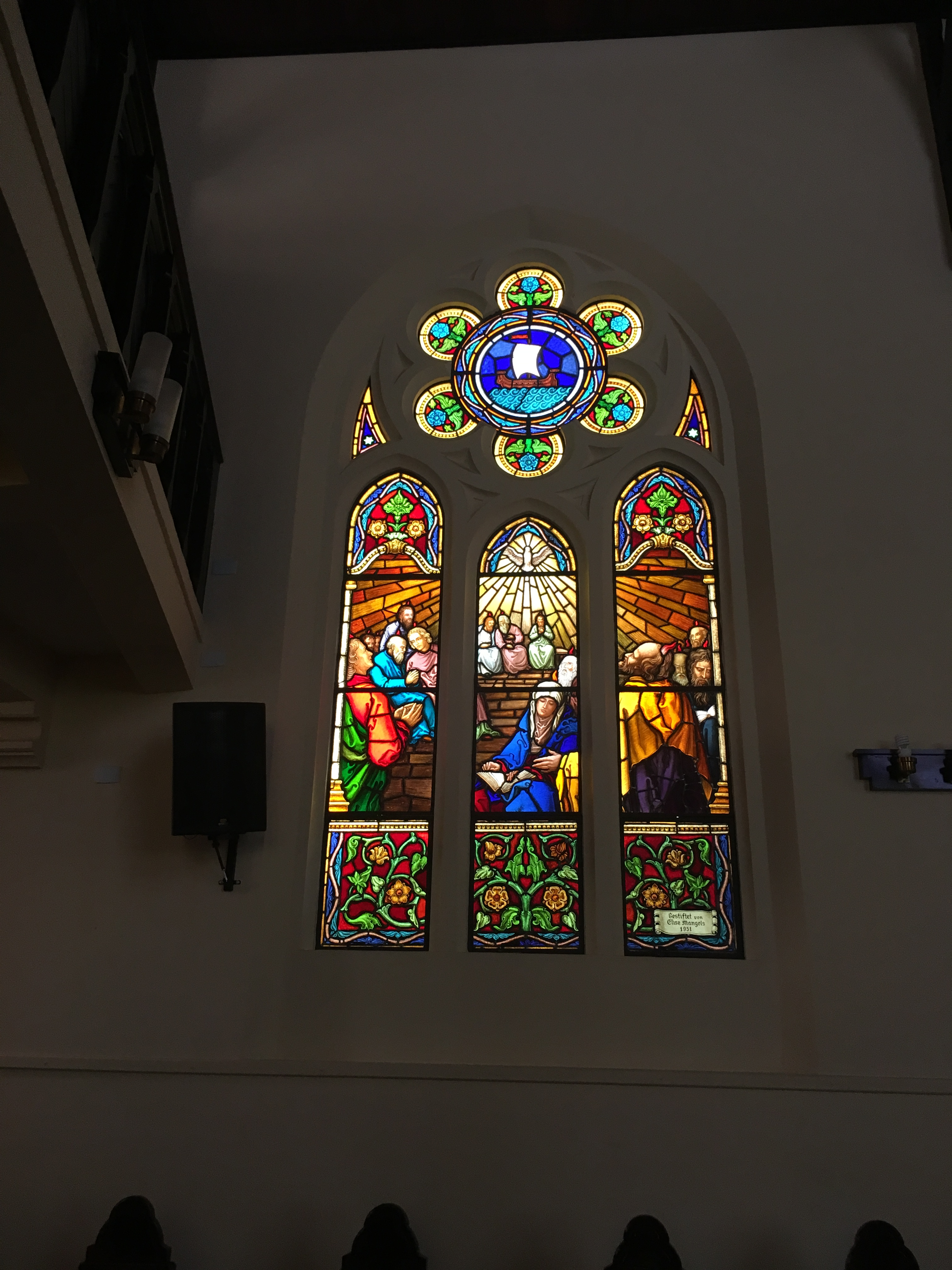
Uno de los vitrales de la Iglesia Martín Lutero, con la representación del nacimiento de Jesús, producido por Casa Conrado.

### Vitral
La Iglesia de Martín Lutero tiene vidrieras, producidas por Casa Conrado, por el artista de vidrieras Conrado Sorgenicht, quien produjo las piezas para el Mercado y el Teatro Municipal de São Paulo. En el templo de la Avenida Rio Branco, los vitrales exhiben el Sello de Lutero y pasajes del evangelio.

## Significado histórico
La Iglesia Martín Lutero fue un símbolo para el establecimiento de la comunidad alemana en São Paulo y para la unión de los luteranos en la ciudad. Por mucho que ya existían grupos en los barrios de Vila Ema, Vila elina, Vila Prudente y Santo Amaro, la iglesia del centro se convirtió en el símbolo religioso de ese pueblo, que ya compartía espacios como la Deutsch Schule (Escuela Alemana), que luego pasó a ser Colégio Visconde de Porto Seguro y Sport Club Germania (actual Esporte Clube Pinheiros), desde mediados del siglo XIX.
A pesar de las dificultades vividas durante las dos guerras mundiales, el templo se convirtió en una referencia para los evangélicos luteranos de la capital paulista.

### Preservación

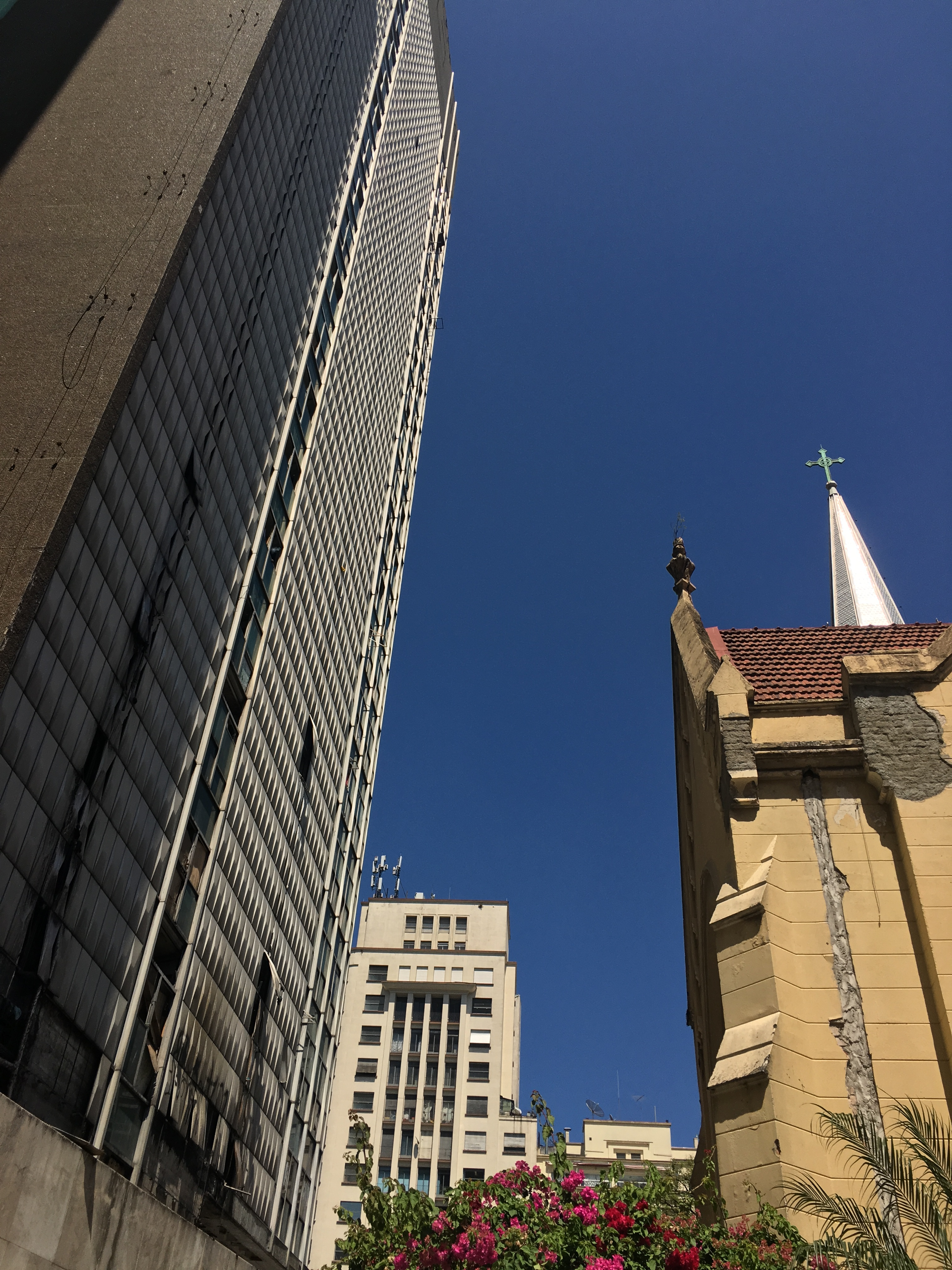
Iglesia Martín Lutero compartiendo espacio con edificio en el centro de São Paulo.

La Iglesia Martín Lutero fue catalogada en 1992 por el Consejo Municipal de Preservación del Patrimonio Histórico, Cultural y Ambiental de la Ciudad de São Paulo y en 2012 por el Consejo de Defensa del Patrimonio Histórico, Arqueológico, Artístico y Turístico del Estado de Sao Paulo. El templo se encuentra bajo el Nivel de Protección 1, lo que requiere la preservación total de la propiedad.

## Estado actual
Actualmente, la Iglesia Martín Lutero se encuentra en medio de edificios ocupados de gran altura, que fueron ocupados por personas sin hogar, y tiene problemas con daños externos graves debido al clima y al vandalismo. El templo sigue siendo un punto de encuentro de la comunidad alemana de São Paulo, pero ha sufrido la reducción y el envejecimiento de los fieles. Las dificultades también aparecen por la gran cantidad de iglesias evangélicas en la ciudad, lo que provocó la pulverización de los asistentes.
Además de los servicios que tienen lugar todos los domingos, la Iglesia organiza todos los viernes un refrigerio para personas sin hogar de la región central de São Paulo, que pueden registrarse y guardar los documentos en el templo para evitar pérdidas y daños.

### Derrumbe
En la madrugada del 1 de mayo de 2018, el incendio de un edificio aledaño ocupado por personas sin hogar, provocó el colapso del edificio, destruyendo una parte importante de la iglesia. La mayoría de las vidrieras y otras piezas históricas fueron destruidas por el derrumbe.

## Galería

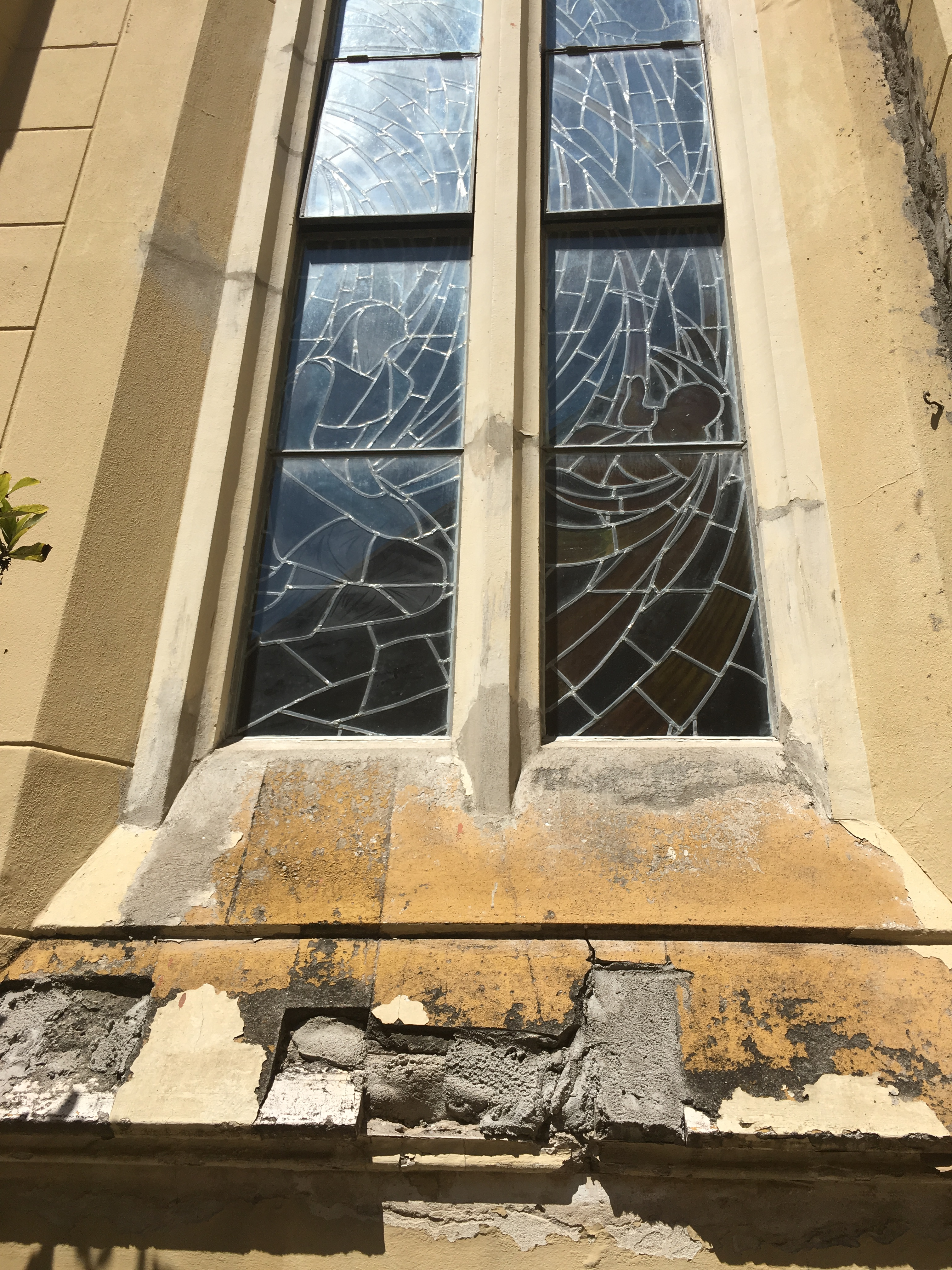
Parte de la fachada deteriorada de la iglesia
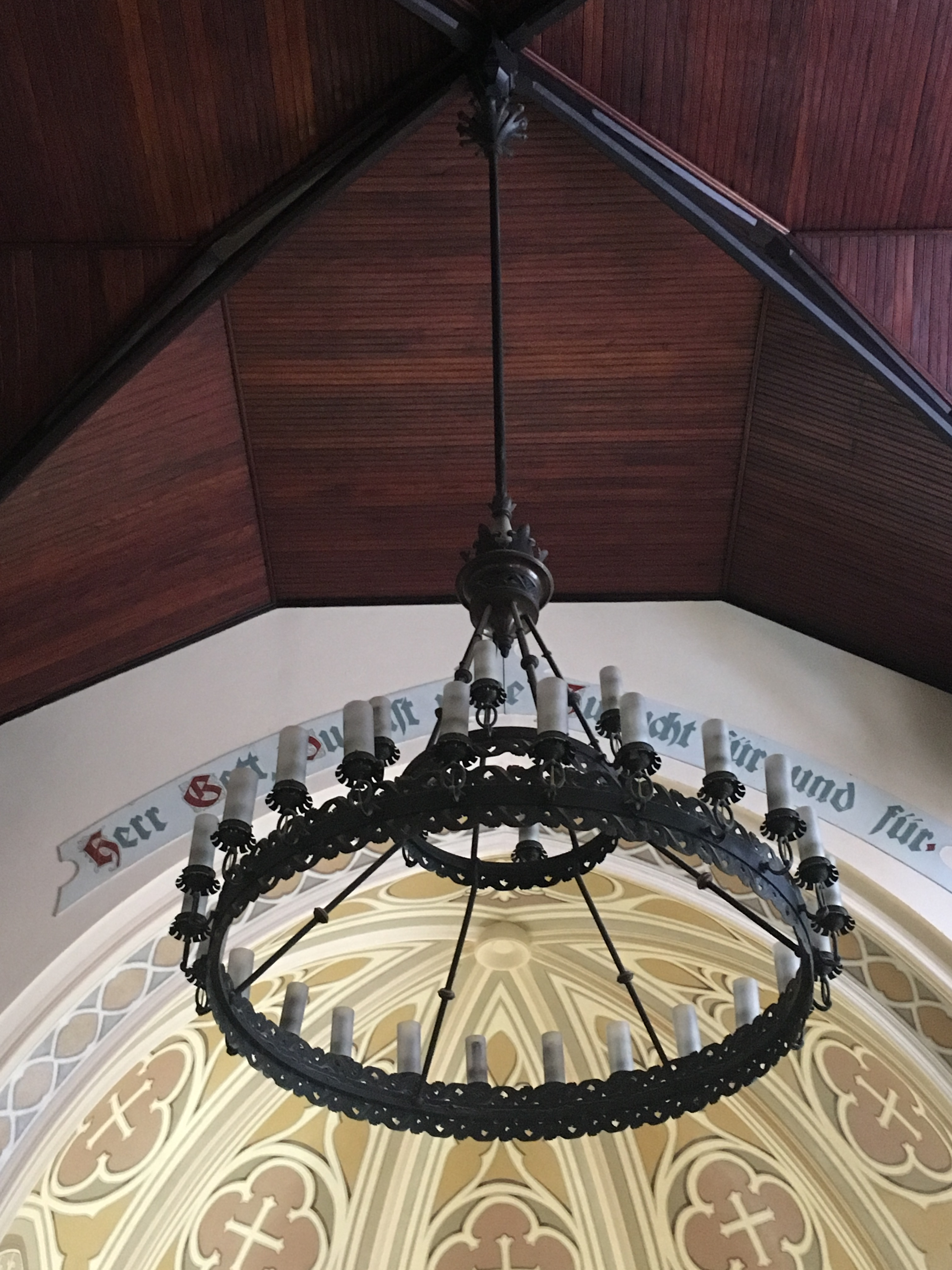
Candelabro interno central
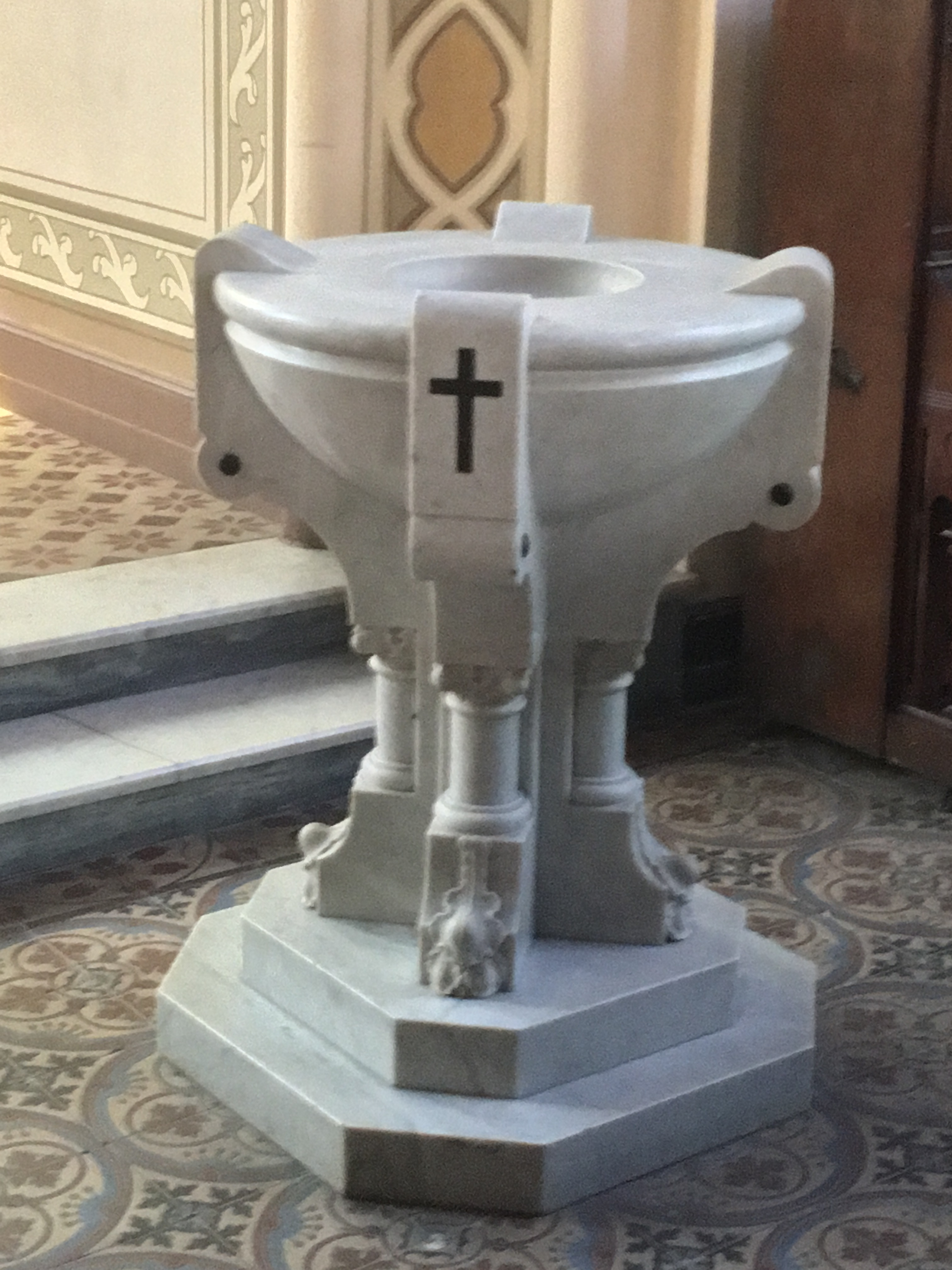
Pila bautismal de mármol en el interior de la iglesia
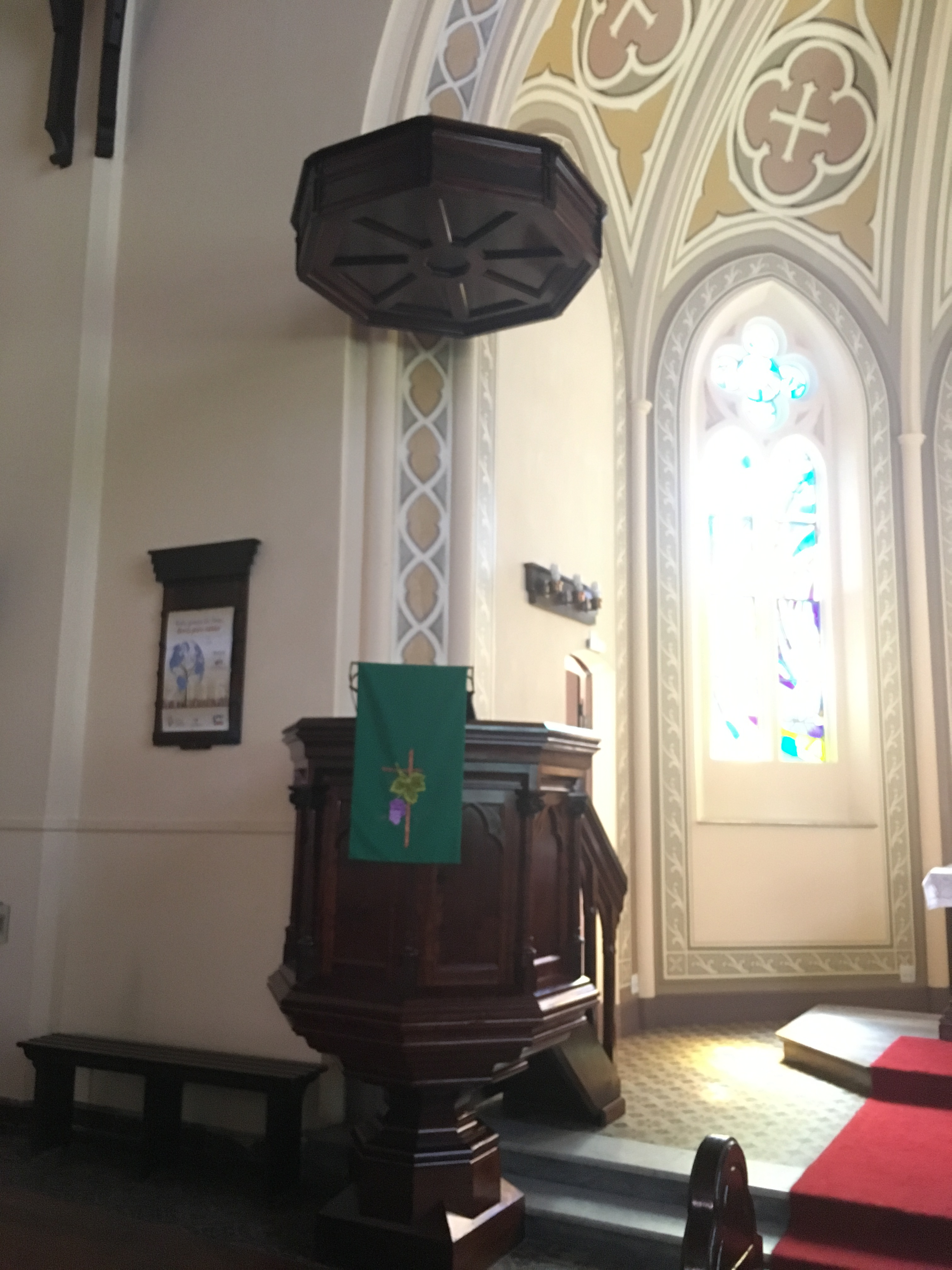
Salón de la iglesia
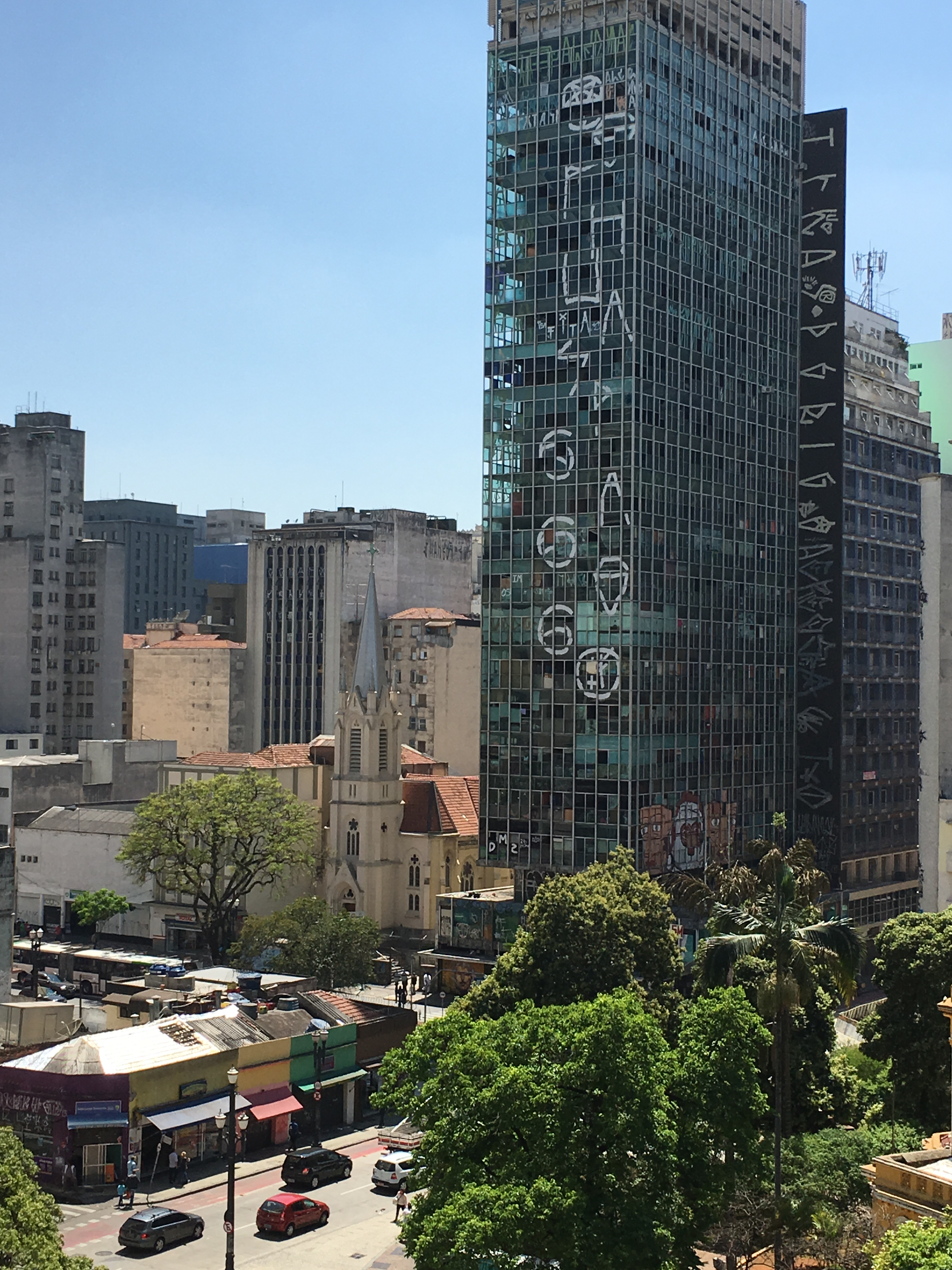
La iglesia vista desde lo alto de la Galeria do Rock
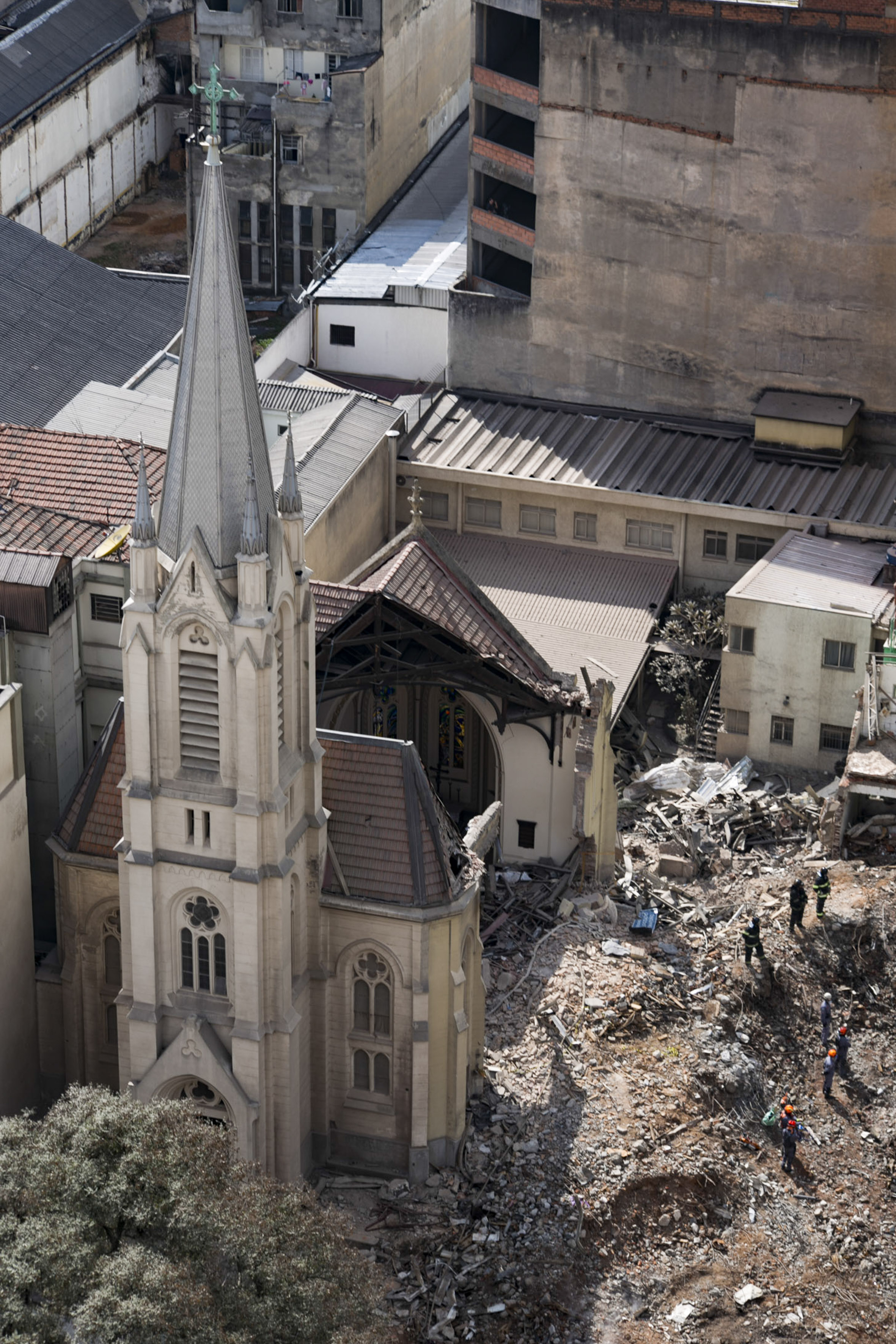
Afectaciones por el incendio del edificio Wilton Paes de Almeida, que se derrumbó en Largo do Paissandu.